# 爸媽也瘋狂
《爸媽也瘋狂》（英語：Mom and Dad）是一部2017年美國恐怖喜劇片，由布萊恩·泰勒執導和編劇，同時這也是泰勒首部獨自執導的電影。劇情描述在某日，全世界的爸媽突然開始對付自己的小孩；其主演包括尼可拉斯·凱吉和莎瑪·布萊兒。該片最先於2017年9月9日的多倫多國際影展的瘋狂午夜場上首映，並由動量影業定檔2018年1月19日在美國上映。

## 劇情
故事敘述布倫特·萊恩和妻子坎達兒每天努力工作，為的就是想讓兒女過著好生活，但正值叛逆期的女兒卡莉和兒子喬許卻不知足地常常嫌棄父母。某日，全世界的父母因為某種未知的因素，突然變得歇斯底里而開始對自己的小孩們發動瘋狂攻擊；這使卡莉和喬許姊弟倆必須想辦法在今天的二十四小時內生存下去...。

## 演員
- 尼可拉斯·凱吉飾演布倫特·萊恩[3]
- 莎瑪·布萊兒飾演坎達兒·萊恩[4]
- 安妮·溫德絲（英语：Anne Winters (actress)）飾演卡莉·萊恩
- 柴克·亞瑟飾演喬許·萊恩
- 藍斯·漢里克森飾演梅爾

## 製作
2016年2月12日，宣布尼可拉斯·凱吉將參演由布萊恩·泰勒執導的電影《爸媽也瘋狂》。2016年6月22日，莎瑪·布萊兒也將加入演出。主體拍攝於2016年7月開始進行。

## 發行
《爸媽也瘋狂》最先於2017年9月9日的多倫多國際影展的瘋狂午夜場上作全球首映。之後，獲得美國發行權的動量影業將該片排定於2018年1月19日在戲院和隨選視訊（VOD）上映。

## 反響
《爸媽也瘋狂》在多倫多國際影展首映後獲得了正面居多的評價，其中Bloody Disgusting網站的喬·利普塞特給了該片三個骷髏的評價（滿分五個骷髏），並將該片形容為「充分的暴力和幽默。」該片在爛番茄網站上根據131篇評論，持有75%的新鮮度，平均得分6／10。而在Metacritic上則獲得了59分。

## 外部連結
- 互联网电影数据库（IMDb）上《爸媽也瘋狂》的资料（英文）